# Aeroportul Uranium City
Aeroportul Uranium City (IATA: YBE, ICAO: CYBE) este un aeroport din Saskatchewan, Canada.
Situat la o altitudine de 312 m, aeroportul dispune de o singură pistă. Este operat de Ministry of Highways and Infrastructure⁠(d).